# Strălucirea Soarelui
Strălucirea Soarelui (titlu original: în engleză Sunshine) este un film TV american din 1973 regizat de Joseph Sargent și produs de George Eckstein. Rolurile principale au fost interpretate de actorii Cristina Raines, Cliff DeYoung și Meg Foster. 

## Distribuție
- Cristina Raines – Kate Hayden
- Cliff DeYoung – Sam Hayden
- Meg Foster – Nora
- Brenda Vaccaro – Dr. Carol Gillman
- Bill Mumy – Weaver
- Alan Fudge – David
- Corey Fischer – Givits
- Lindsay and Sidney Greenbush – Jill Hayden
  - Sarah Valentini – infant Jill Hayden
- James Hong – Dr. Wilde
- Bill Stout – Interviewer
- Noble Willingham – Bartender
- Adrian Ricard – Nurse